# مشاة بحرية جيش التحرير الشعبي
قوات مشاة بحرية جيش التحرير الشعبي أو مشاة البحرية الصينية، هي مشاة البحرية التابعة لجيش التحرير الشعبي وواحدة من الفروع الخمسة الرئيسية لبحرية جيش التحرير الشعبي المسؤولة عن الحرب البرمائية والعمليات الاستكشافية والاستجابات السريعة. تتكون حاليًا من سبعة ألوية مسلحة مشتركة يضم كل منها 6,000 رجل وأربعة ألوية دعم أخرى بما في ذلك ألوية الطيران والهندسة والدفاع الكيميائي والمدفعية بإجمالي 40 ألف رجل. يضم سلاح مشاة البحرية أيضًا وِحدة عمليات خاصة على مستوى اللواء تسمى «وحدة جياولونج كوماندوز» 

## التاريخ

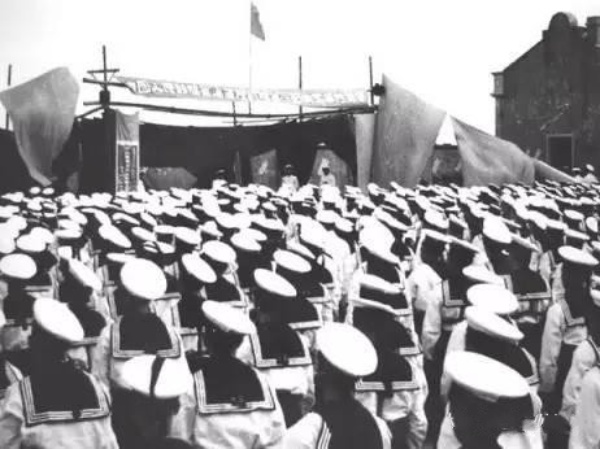
تأسيس مشاة البحرية الصينية في عام 1953م.

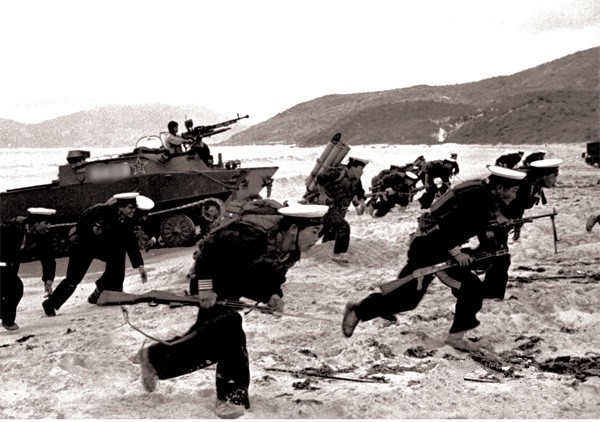
تمرين إنزال برمائي لقوات مشاة البحرية في عام 1962م.

تأسست قوة مشاة البحرية الصينية الحالية في أبريل 1953  لإجراء عمليات برمائية ضد الجزر التي تُسيطر عليها جمهورية الصين (تايوان). بحلول نهاية الحرب الكورية، بلغ عدد قوات مشاة البحرية الصينية 110 آلاف فرد، موزعين على ثمانية فرق. ولكن تم حل المنظمة في أكتوبر 1957 عندما تخلت قيادة الصين عن أي خطط للاستيلاء على جزيرة تايوان. بعد حل سلاح مشاة البحرية، احتفظت البحرية الصينية بقوة مشاة بحرية، تتألف من عِدة أفواج مشاة ودبابات برمائية.
في عام 1979 أعادت اللجنة العسكرية المركزية تأسيس قوات مشاة البحرية ونظمتها في إطار الخطة الخمسية الثالثة. في 5 مايو 1980، تم تفعيل اللواء البحري الأول في هاينان.
تم توسيع قوة مشاة البحرية في تسعينيات القرن العشرين بسبب التوترات المتزايدة بين الصين وتايوان. تم تعزيز اللواء البحري الأول وإعادة تسليحه. في يوليو 1998، تم نقل فرقة المشاة الآلية 164 من جيش المجموعة 41 التابع للقوات البرية لجيش التحرير الشعبي الصيني (PLAGF) إلى أسطول البحر الجنوبي لبحر الصين. أصبح إسمة اللواء البحري 164 ، مع قاعدته الرئيسية في تشانجيانغ بمقاطعة قوانغدونغ . في فبراير 2017، أفيد بأن اللواء 77 للمشاة الآلية التابع لمجموعة الجيش 26 تم نقله إلى بحرية جيش التحرير الشعبي الصيني.
شاركت قوات مشاة البحرية الصينية في العديد من التدريبات الدولية، بما في ذلك المشاركة في مناورات «ريمباك»، وانخرطت مع قوات مشاة البحرية الأمريكية في التدريب المتبادل والتبادل الثقافي الودي خلال إدارتي بوش وأوباما كجزء من سياسة «الهدوء والنظام الحسن» وفقًا لرئيس البحرية. ومع ذلك، مع إدارة ترامب، تم إلغاء دعوة البحرية الصينية ومشاة البحرية الصينية من مناورات حافة المحيط الهادئ لعام 2018، وتم تدريب مشاة البحرية الأمريكية على القتال ضد مشاة البحرية الصينية.

## التنظيم

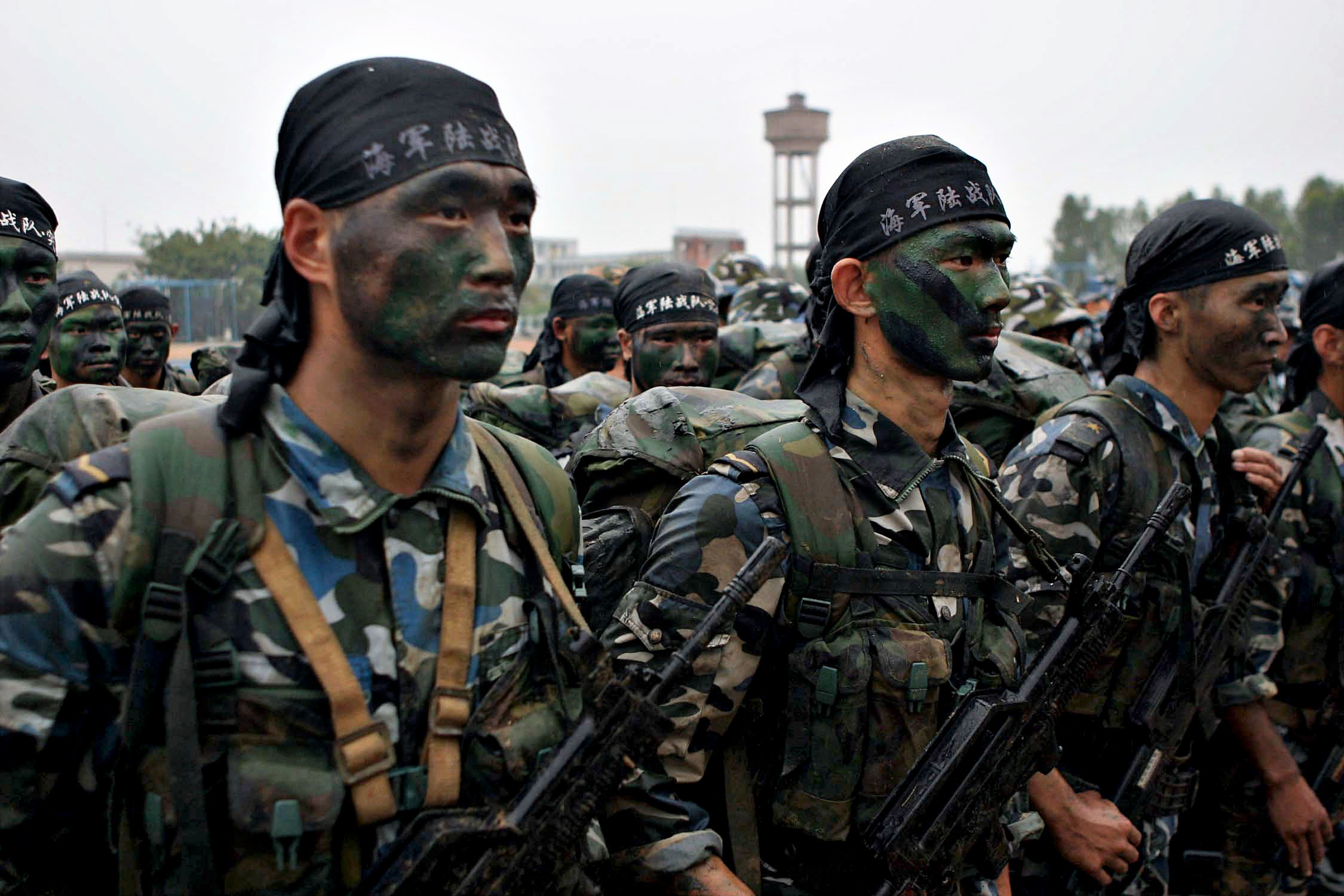
قوات مشاة البحرية التابعة لجيش التحرير الشعبي الصيني المتمركزة في تشانجيانغ تقف في وضع انتباه أثناء زيارة قام بها أميرال أمريكي في عام 2006م.

تتبع قيادة قوات المشاة البحرية إلى مقر البحرية وهيئة الأركان المشتركة واللجنة العسكرية المركزية.
يوجد 18,000 من مشاة البحرية تحت قيادة المسرح الجنوبي ، و6000 تحت قيادة المسرح الشرقي و12,000 تحت قيادة المسرح الشمالي. تمتلك هذه الألوية وحدات أسلحة مشتركة، بما في ذلك المدرعات، والمدفعية والصواريخ والدفاع الجوي والخدمات اللوجستية.
الألوية الستة هي كما يلي:
- لواء مشاة البحرية الأول والثاني (سابقًا الـ 164): كلاهما متمركز في تشانجيانغ.
- لواء مشاة البحرية الثالث: متمركز في جينجيانغ.
- لواء مشاة البحرية الرابع: متمركز في جييانغ.
- لواء مشاة البحرية الخامس: متمركز في لاوشان.
- لواء مشاة البحرية السادس: متمركز في هاييانغ.
- لواء مشاة البحرية السابع: «جياولونغ كوماندوز» متمركز في سانيا؛ وحدة قوات خاصة.

يتم تنظيم كل لواء مشاة البحرية في العناصر التالية:
- 1 × مقر اللواء وسرية الخدمة.
- 3 كتائب مشاة بحرية مشتركة ( كتيبة ثقيلة واحدة مع دبابة برمائية من طراز ZTD-05 ، وكتيبة متوسطة واحدة مع مركبة قتالية برمائية من طراز ZBD-05 ، وكتيبة خفيفة واحدة مع مركبة ATV من طراز VP4 )
- 1 × كتيبة هجوم جوي
- 1 كتيبة مدفعية بحرية
- 1 × كتيبة دفاع جوي
- كتيبة استطلاع بحرية
- كتيبة دعملقتالي
- كتيبة دعم خدمي

## المعدات
معدات المشاة
- بندقية هجومية من النوع 95
- كاربين من النوع 95B
- سلاح أوتوماتيكي من طراز QBB-95
- بندقية القناص المعينة QBU-88
- المدفع الرشاش QCW-05
- مسدس QSZ-92
- بندقية QBS-06 تحت الماء
- قاذفة قنابل يدوية من طراز QLZ-87
- بندقية القنص QBU-10
- قاذفة قنابل يدوية/قناصة QLU-11
- قاذفة الصواريخ PF-89
- قاذفة الصواريخ PF-97
- قاذفة الصواريخ DZJ-08

المدرعات
- Type 15 tank
- ZTL-11 Amphibious Assault Gun
- ZBL-08 Amphibious IFV
- ZSL-10 Amphibious APC
- ZTD-05 Amphibious Assault Gun
- ZBD-05 Amphibious IFV
- ZSD-05 Amphibious APC
- WZ551 Wheeled APC

الطائرات
- مروحية هجومية من طراز Z-9WA
- مروحية Z-9C متعددة الأغراض
- مروحية نقل Z-18

المدفعية والذخيرة
- مدفع هاوتزر ذاتي الحركة PLZ-07B
- مدفع هاوتزر ذاتي الحركة PLL-09

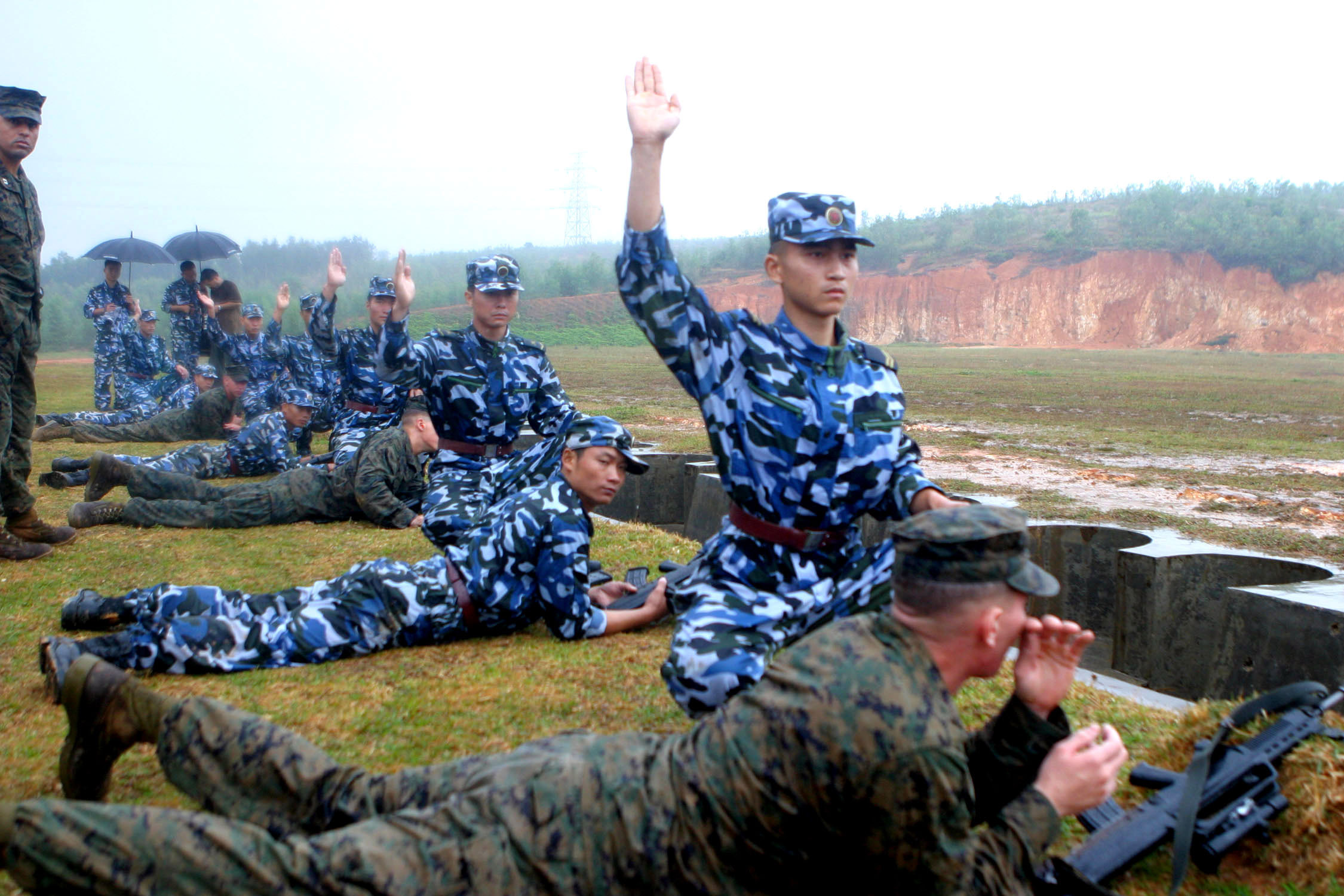
جنود مشاة البحرية من اللواء البحري الأول التابع لجيش التحرير الشعبي وجنود مشاة البحرية الأمريكية يطلقون النار من بندقية هجومية من طراز 95 خلال تدريب مشترك في عام 2006م.

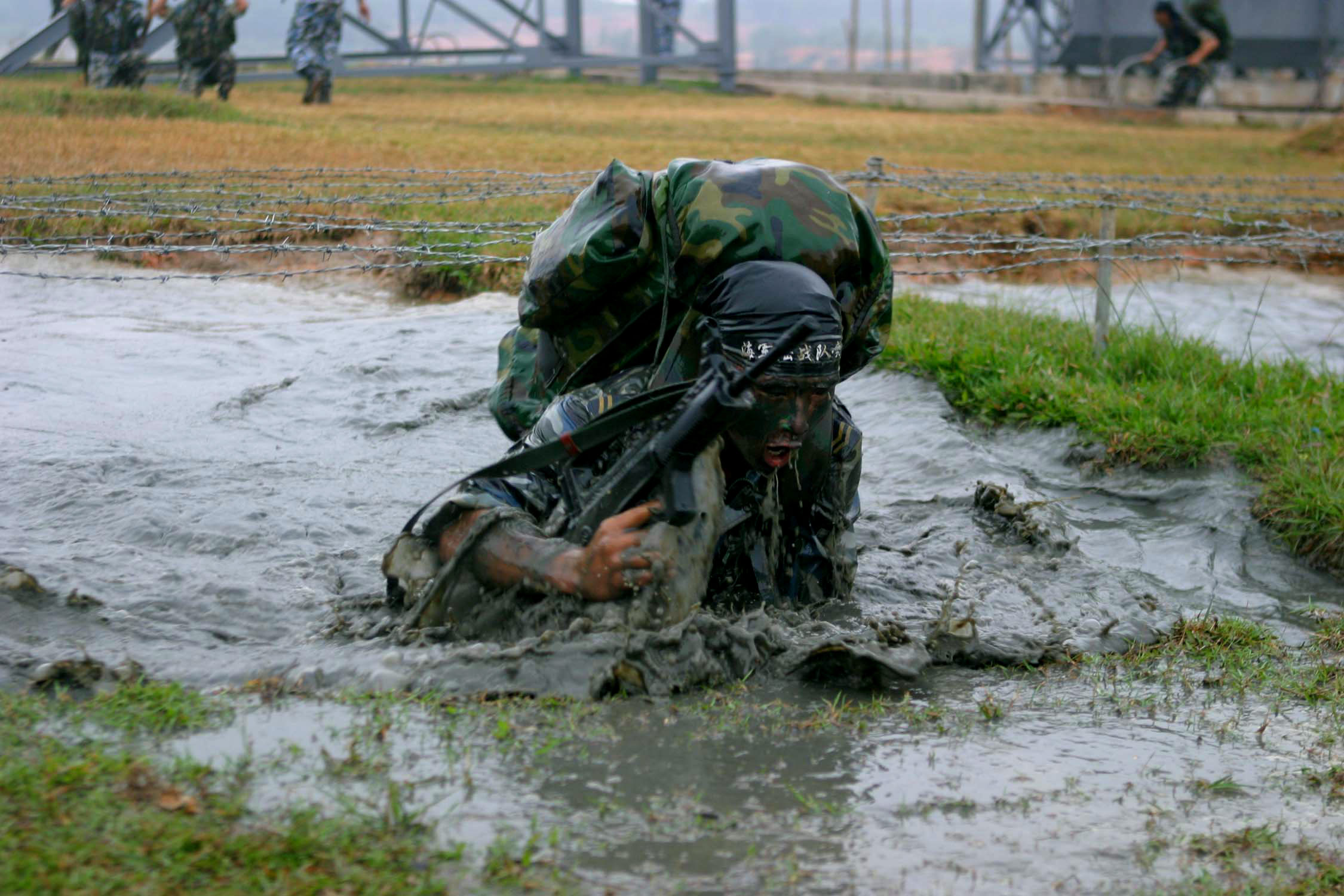
جندي مشاة بحرية من جيش التحرير الشعبي الصيني خلال تدريب مليئ بالعقبات في قاعدة بحرية كجزء من عروض القدرات البحرية، عام 2006م.

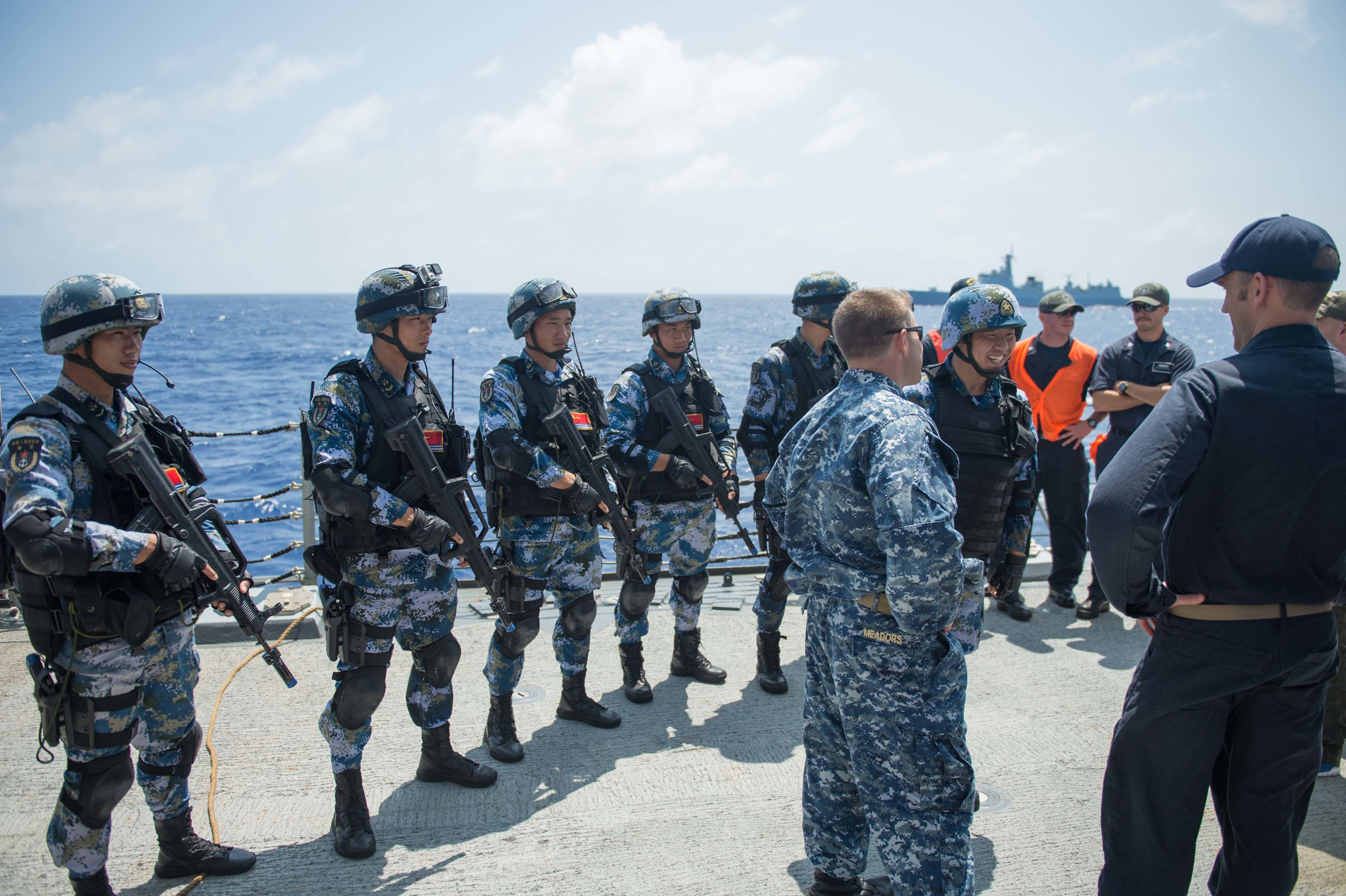
بحارة البحرية الصينية وجنود البحرية مع البحارة الأميركيين خلال مناورات ريمباك 2016م.

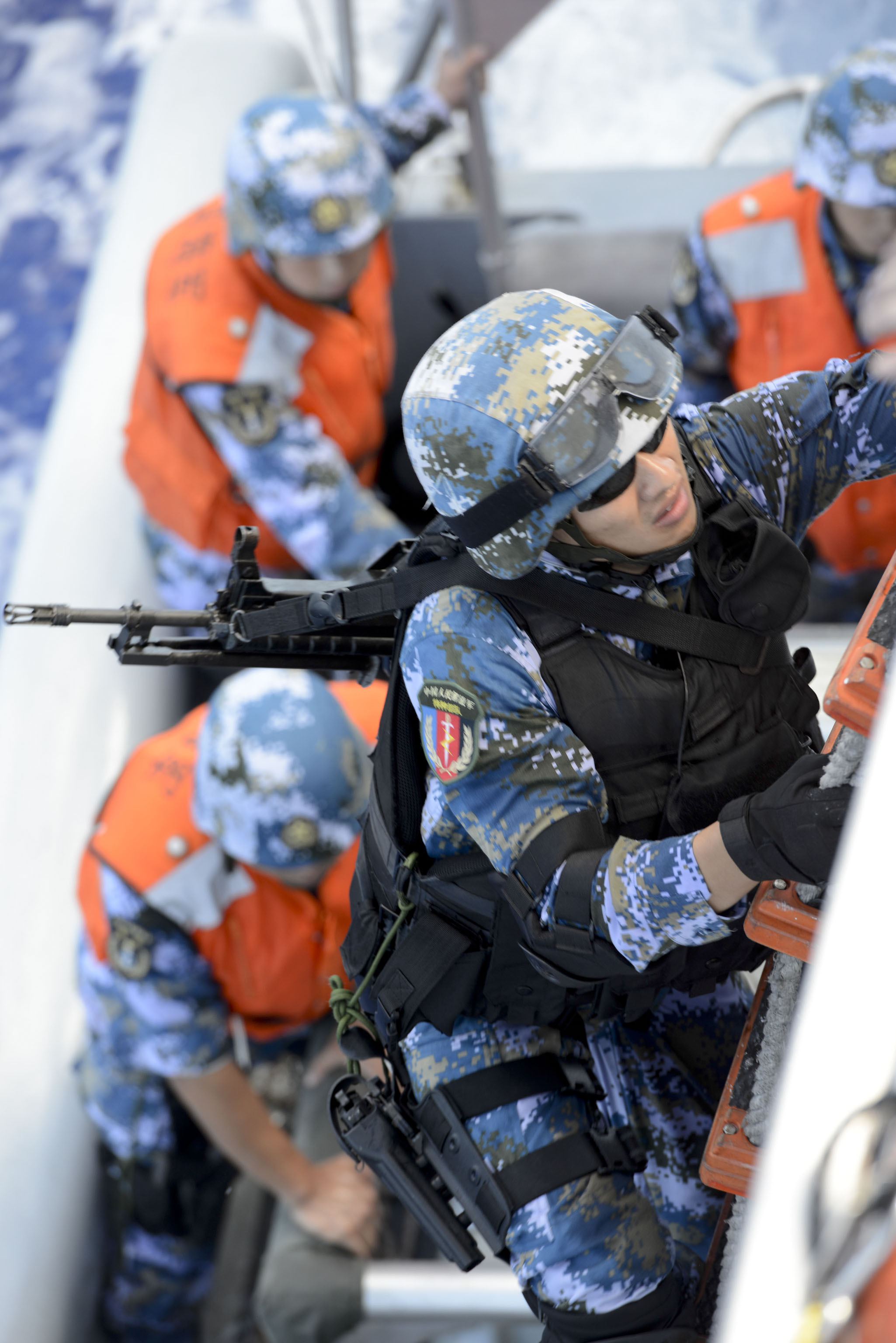
جندي مشاة البحرية التابع لجيش التحرير الشعبي الصيني مع فريق الصعود المخصص للمدمرة الصاروخية الموجهة هايكو أثناء تدريب العمليات البحرية في RIMPAC 2014.

- مدفع هاوتزر ذاتي الحركة من طراز 89
- صاروخ مضاد للدبابات HJ-8
- صاروخ مضاد للدبابات HJ-73

## أنظر أيضاً
- قوات مشاة البحرية لجمهورية الصين (جزء من بحرية جمهورية الصين )
- فيلق المحمول جواً التابع لجيش التحرير الشعبي (جزء من القوات الجوية لجيش التحرير الشعبي )
- قوة الدفاع الساحلي البحرية لجيش التحرير الشعبي
- قوات العمليات الخاصة لجيش التحرير الشعبي